# Saint-Bonnet-sur-Gironde
Saint-Bonnet-sur-Gironde is een gemeente in het Franse departement Charente-Maritime (regio Nouvelle-Aquitaine) en telt 838 inwoners (1999). De plaats maakt deel uit van het arrondissement Jonzac.

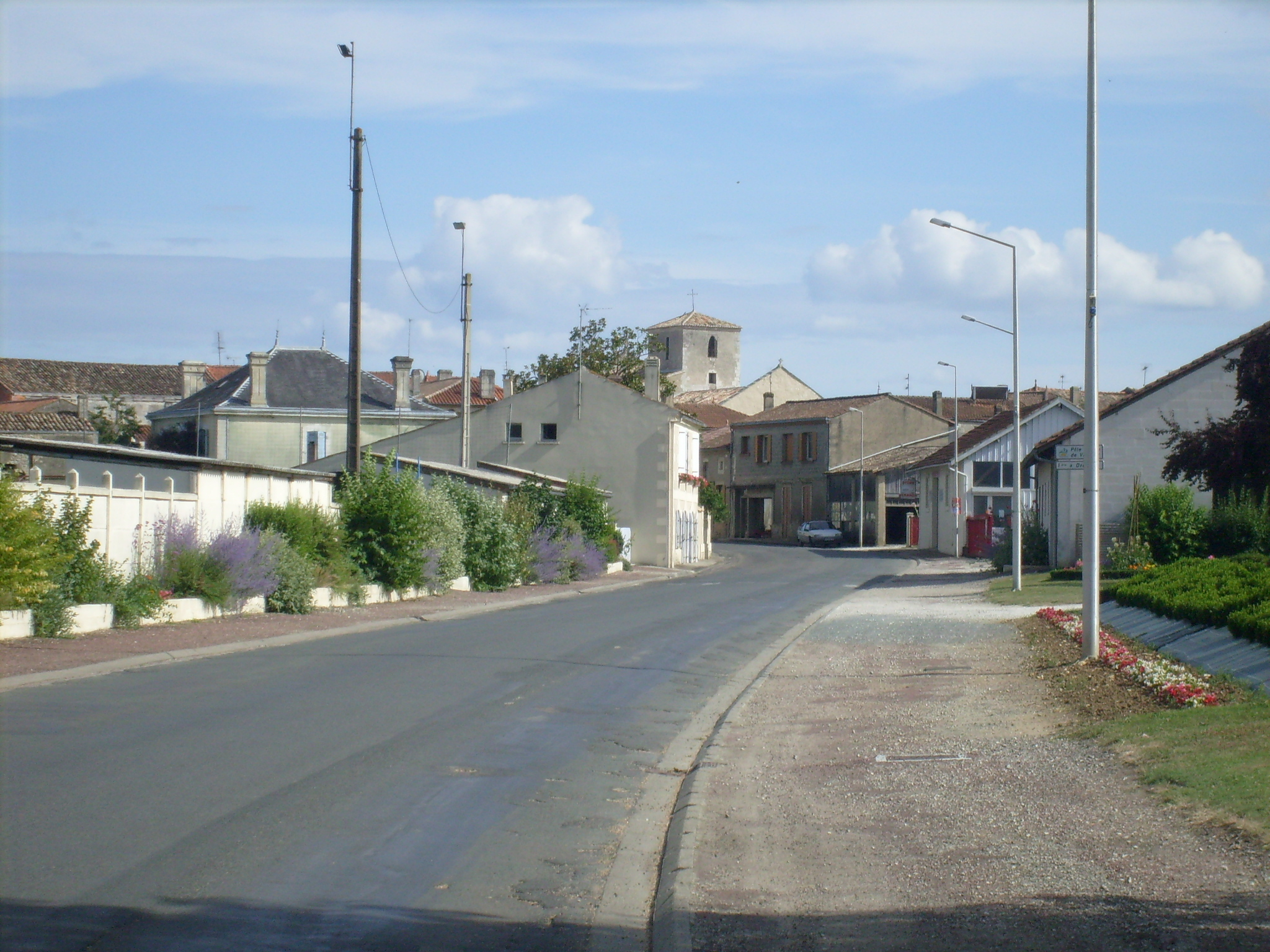
Saint-Bonnet-sur-Gironde
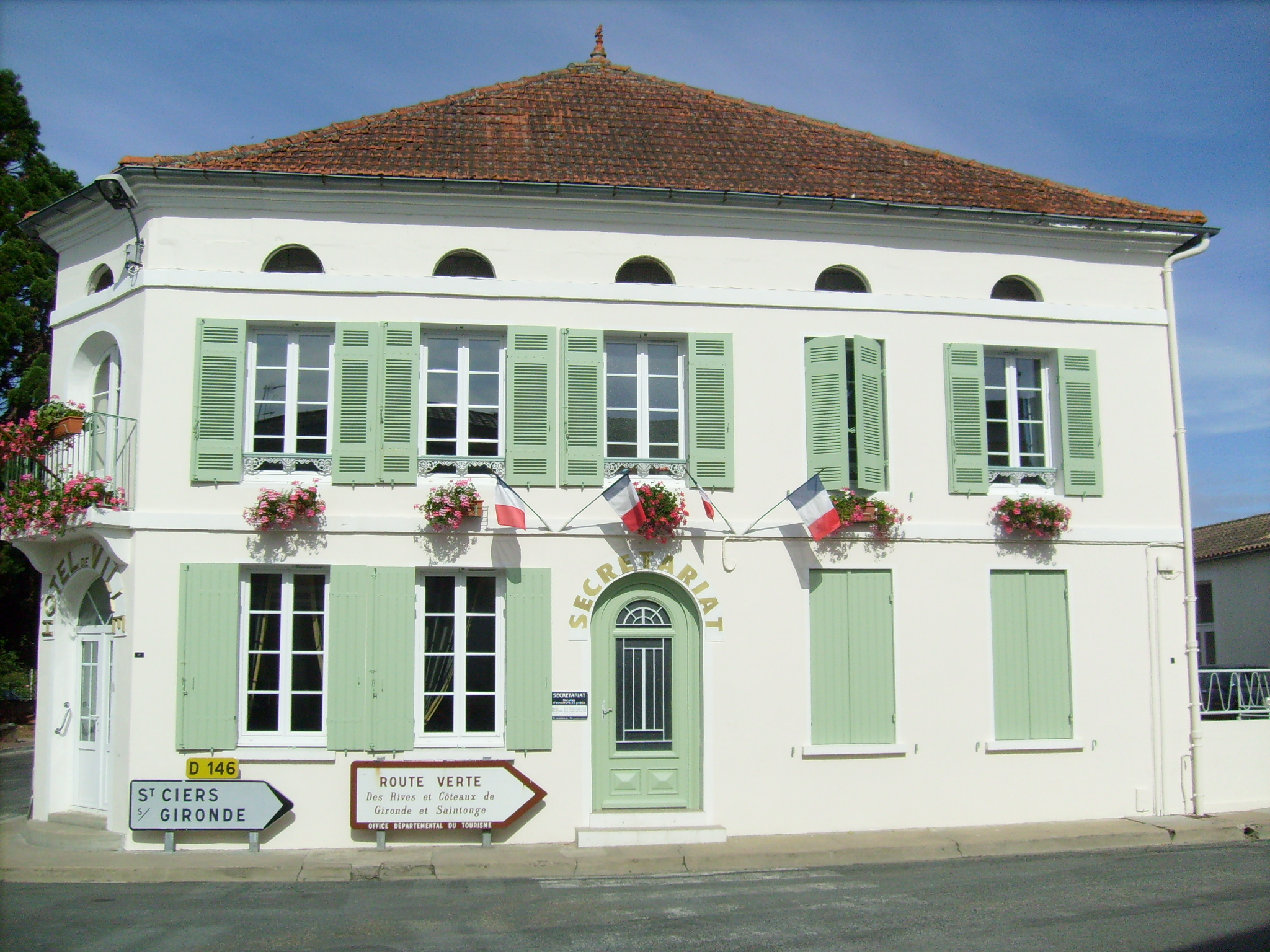
Gemeentehuis
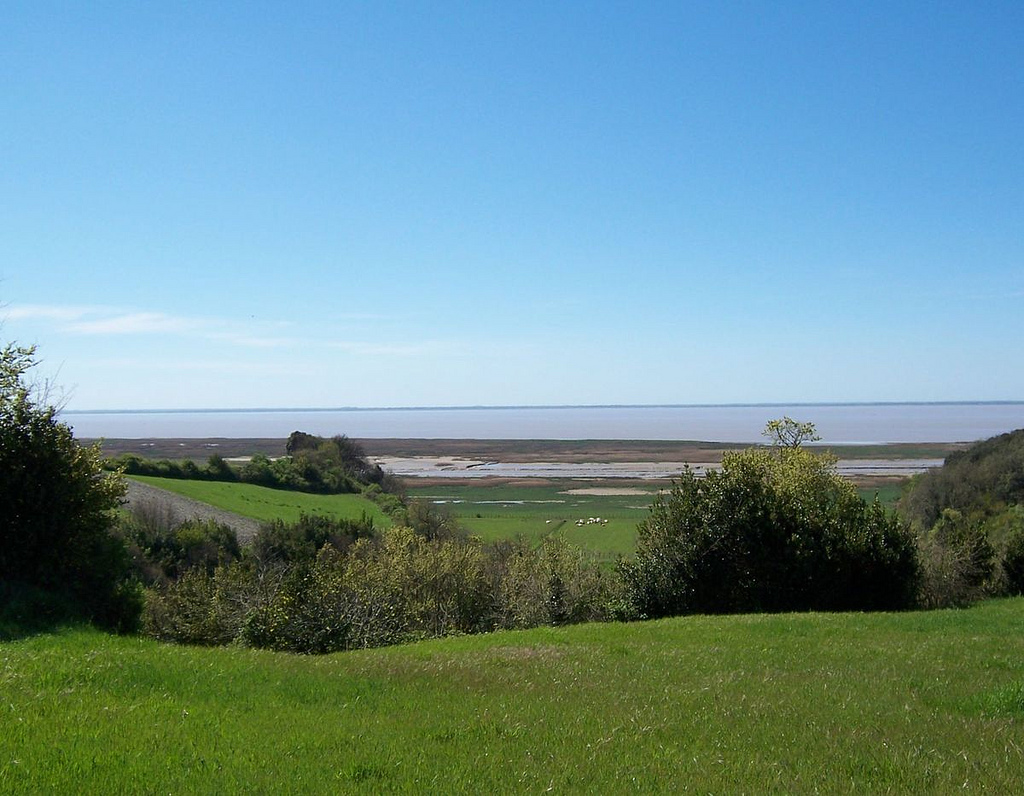
Omgeving van Saint-Bonnet-sur-Gironde

## Geografie
De oppervlakte van Saint-Bonnet-sur-Gironde bedraagt 30,3 km², de bevolkingsdichtheid is 27,7 inwoners per km².
De onderstaande kaart toont de ligging van Saint-Bonnet-sur-Gironde met de belangrijkste infrastructuur en aangrenzende gemeenten.

## Demografie
Onderstaande figuur toont het verloop van het inwonertal (bron: INSEE-tellingen).